# Gargoyle's Quest
Gargoyle's Quest, (1990) spel till första versionen av den bärbara spelkonsolen Game Boy. I den för tiden ovanliga genrekombinationen plattformsspel/äventyr ska huvudpersonen Firebrand rädda kungariket från en ond kraft genom att under spelets gång bli starkare och klara av uppdrag.
Spelet släpptes 2011 till Nintendo 3DS via tjänsten Virtual Console